# ガストリック
ガストリック（欧字名:Gastrique、2020年2月12日 - ）は、日本の競走馬。主な勝ち鞍に2022年の東京スポーツ杯2歳ステークス。
馬名の意味は、フランス料理の隠し味。

## デビュー前
2021年のセレクションセール1歳に上場され、1600万円（税別）で前田幸治に落札された。

## 戦績

### 2歳（2022年）～3歳（2023年）
10月23日に東京競馬場で行われた2歳新馬戦（芝1800m・13頭）で永野猛蔵を鞍上にデビュー。レースでは最後方からとなったが、直線で外から一気に追い込み抜け出そうとしていた6番人気ダニーデンを差し切り、これに1馬身半差をつけ優勝した。
続いて11月19日に東京競馬場で行われた東京スポーツ杯2歳ステークス（GII）に出走。このレースは日本ダービー馬ワグネリアン、無敗の三冠馬コントレイルや3歳馬にして天皇賞（秋）を制したイクイノックスなどを輩出しており、出世レースとの呼び声も高い。鞍上には新たに三浦皇成を迎え、5番人気に推された。レースでは後方からとなったが、直線で内目を突き外から追い込んだ2番人気ダノンザタイガーとのゴール前勝負を制して、これにクビ差をつけ優勝。デビューからの連勝で重賞初制覇を果たした。鞍上の三浦は「非常に良い背中をしていて、まだ緩さがあって頼りない部分もありますが、スピードに乗ったときの沈み方に関しては『なかなかこんな馬はいない』という感触を受けていたので、レースを楽しみにしていました。初戦は後方から外を回す競馬でしたが、今回は馬群の中から間を割って、次の大きな舞台につながるいいレースができたと思います。」とコメント。管理する上原博之調教師は「馬の様子を見て、何もなければ次はホープフルステークスに向かいたいと思います。まだ良くなる可能性がある馬です。王道を行ってくれたらと思います。将来、楽しみです」と述べ、年末に行われる2歳GIのホープフルステークスに向かうことを明かした。
12月28日に行われたホープフルステークスでは終始後方のまま見せ場なく16着と大敗。その後、脚部不安を発症したため長期の休養に入った。

### 4歳（2024年）
7月27日に行われた関越ステークスで1年7か月ぶりに実戦復帰し、中団追走も直線で伸びを欠き7着に敗れる。続くケフェウスステークスでは好位でレースを進めたが直線で全く伸びず9着に終わる。10月10日付けでJRAの競走馬登録を抹消され、現役を引退した。引退後は美浦トレーニングセンターの乗馬苑で乗馬となる予定。

## 競走成績
以下の内容は、JBISサーチおよびnetkeiba.comの情報に基づく。
| 競走日     | 競馬場 | 競走名       | 格  | 距離（馬場）  | 頭 数 | 枠 番 | 馬 番 | オッズ （人気） | 着順 | タイム （上り3F） | 着差 | 騎手      | 斤量 [kg] | 1着馬（2着馬）       | 馬体重 [kg] |
| ---------- | ------ | ------------ | --- | ------------- | ----- | ----- | ----- | --------------- | ---- | ----------------- | ---- | --------- | --------- | -------------------- | ----------- |
| 2022.10.23 | 東京   | 2歳新馬      |     | 芝1800m（良） | 13    | 1     | 1     | 009.00（4人）   | 01着 | R1:49.8（33.3）   | -0.3 | 0永野猛蔵 | 54        | （ダニーデン）       | 516         |
| 0000.11.19 | 東京   | 東スポ杯2歳S | GII | 芝1800m（良） | 11    | 3     | 3     | 012.40（5人）   | 01着 | R1:45.8（34.0）   | -0.1 | 0三浦皇成 | 55        | （ダノンザタイガー） | 510         |
| 0000.12.28 | 中山   | ホープフルS  | GI  | 芝2000m（良） | 18    | 5     | 10    | 007.90（4人）   | 16着 | R2:02.8（35.1）   | -1.3 | 0三浦皇成 | 55        | ドゥラエレーデ       | 518         |
| 2024.07.27 | 新潟   | 関越S        | OP  | 芝1800m（良） | 15    | 5     | 8     | 047.40（8人）   | 07着 | R1:44.8（34.3）   | -0.8 | 0幸英明   | 57        | クルゼイロドスル     | 540         |
| 0000.09.14 | 中京   | ケフェウスS  | OP  | 芝2000m（良） | 11    | 7     | 9     | 005.60（4人）   | 09着 | R2:00.0（35.5）   | -1.8 | 0三浦皇成 | 57        | フライライクバード   | 536         |

## 血統表
| ガストリックの血統           | ガストリックの血統              | ガストリックの血統              | （血統表の出典）                | （血統表の出典） |
| 父系                         | サンデーサイレンス系/ヘイロー系 | サンデーサイレンス系/ヘイロー系 | サンデーサイレンス系/ヘイロー系 | [ § 2 ]          |
| 父 ジャスタウェイ 2009 鹿毛  | 父の父ハーツクライ 2001 鹿毛    | *サンデーサイレンス             | Halo                            | Halo             |
| 父 ジャスタウェイ 2009 鹿毛  | 父の父ハーツクライ 2001 鹿毛    | *サンデーサイレンス             | Wishing Well                    |                  |
| 父 ジャスタウェイ 2009 鹿毛  | 父の父ハーツクライ 2001 鹿毛    | アイリッシュダンス              | *トニービン                     | *トニービン      |
| 父 ジャスタウェイ 2009 鹿毛  | 父の父ハーツクライ 2001 鹿毛    | アイリッシュダンス              | *ビューパーダンス               |                  |
| 父 ジャスタウェイ 2009 鹿毛  | 父の母シビル 1999 鹿毛          | Wild Again                      | Icecapade                       | Icecapade        |
| 父 ジャスタウェイ 2009 鹿毛  | 父の母シビル 1999 鹿毛          | Wild Again                      | Bushel-n-Pack                   |                  |
| 父 ジャスタウェイ 2009 鹿毛  | 父の母シビル 1999 鹿毛          | *シャロン                       | Mo Exception                    | Mo Exception     |
| 父 ジャスタウェイ 2009 鹿毛  | 父の母シビル 1999 鹿毛          | *シャロン                       | Double Wiggle                   |                  |
| 母 *エーシンエポナ 2010 鹿毛 | 母の父Curlin 2004 栗毛          | Smart Strike                    | Mr. Prospector                  | Mr. Prospector   |
| 母 *エーシンエポナ 2010 鹿毛 | 母の父Curlin 2004 栗毛          | Smart Strike                    | Classy 'n Smart                 |                  |
| 母 *エーシンエポナ 2010 鹿毛 | 母の父Curlin 2004 栗毛          | Sherriff's Deputy               | Deputy Minister                 | Deputy Minister  |
| 母 *エーシンエポナ 2010 鹿毛 | 母の父Curlin 2004 栗毛          | Sherriff's Deputy               | Barbarika                       |                  |
| 母 *エーシンエポナ 2010 鹿毛 | 母の母Wild Gams 2003 鹿毛       | Forest Wildcat                  | Storm Cat                       | Storm Cat        |
| 母 *エーシンエポナ 2010 鹿毛 | 母の母Wild Gams 2003 鹿毛       | Forest Wildcat                  | Victoria Beauty                 |                  |
| 母 *エーシンエポナ 2010 鹿毛 | 母の母Wild Gams 2003 鹿毛       | Diamonds and Legs               | Quiet American                  | Quiet American   |
| 母 *エーシンエポナ 2010 鹿毛 | 母の母Wild Gams 2003 鹿毛       | Diamonds and Legs               | Ah Love                         |                  |
| 母系(F-No.)                  | (FN:12-c)                       | (FN:12-c)                       | (FN:12-c)                       | [ § 3 ]          |
| 5代内の近親交配              | なし                            | なし                            | なし                            | [ § 4 ]          |
| 出典                         | 1. 2. 3. 4.                     | 1. 2. 3. 4.                     | 1. 2. 3. 4.                     | 1. 2. 3. 4.      |